# Hubert Wilkins

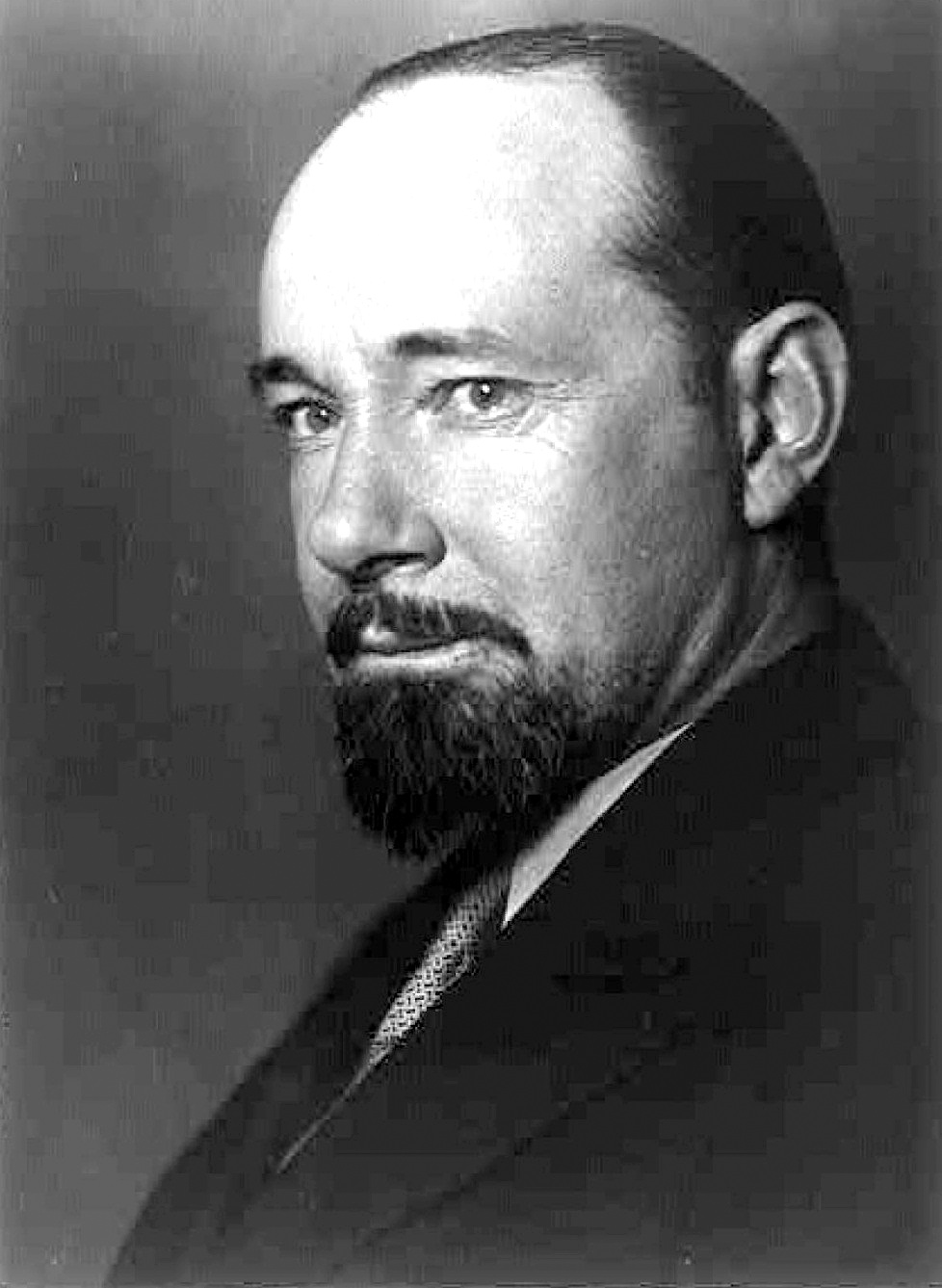
Hubert Wilkins (1931)

Sir George Hubert Wilkins MC & Bar (* 31. Oktober 1888 in Netfield, Mount Bryan East bei Hallett, South Australia; † 30. November 1958 in Framingham, Massachusetts) war ein australischer Polarforscher, Fotograf, Kameramann, Pilot, Geograph und Reporter. Er absolvierte 1928 den ersten Motorflug in der Antarktis.
Wilkins’ Interesse an der Polarforschung war breit gestreut. Seine Schwerpunkte lagen auf der Erforschung des Einflusses der Polargebiete auf das globale Klima und auf der Erkundung unbekannter Gebiete aus der Luft. Er war aber auch der Erste, der mit einem Unterseeboot unter das arktische Packeis tauchte.

## Leben

### Frühe Jahre
Hubert Wilkins wurde als jüngstes von 13 Kindern in der Familie des Schafzüchters Henry Wilkins (genannt Harry, 1837–1914) und dessen Frau Louisa geb. Smith (1863–1928) geboren. Sein Großvater, William Wilkins (1810–1845), gehörte zu den ersten 200 Siedlern der britischen Kolonie South Australia, als diese am 28. Dezember 1836 feierlich proklamiert wurde. Mit seiner schwangeren Frau Mary hatte er die Überfahrt von England auf der Brigg Emma unternommen und war am 5. Oktober 1836 auf Kangaroo Island an Land gegangen. Harry Wilkins war das erste europäischstämmige Kind, das in der neuen Kolonie geboren wurde.
Hubert Wilkins wuchs auf der elterlichen Farm in Mount Bryan East auf und erlebte die schweren Dürrejahre von 1896 bis 1902, die sein Interesse an Wetterphänomenen weckten. An seinem 17. Geburtstag verkaufte sein Vater die Farm und zog in ein Cottage in der Nähe von Adelaide. Hubert Wilkins studierte an der dortigen Australian School of Mines and Industries, heute als South Australian Institute of Technology (SAIT) Teil der University of Adelaide. Bald änderten sich aber seine Interessen. Nachdem er 1905 seinen ersten Film gesehen hatte, gab er 1906 das Studium auf und nahm Arbeit in einem Zeltkino an. Als blinder Passagier fuhr er auf einem Schiff nach Sydney, dem damaligen Zentrum der australischen Filmindustrie, wo er als Kameramann zu arbeiten begann.

### Fotograf und Kameramann im Auftrag der Gaumont-Studios
1911 reiste Wilkins nach England. Als Kameramann der Gaumont-Studios und Reporter des Daily Chronicle bereiste er mehrere Länder, darunter auch Deutschland. Er lernte beim britischen Flugpionier Claude Grahame-White (1879–1959), ein Flugzeug zu fliegen, und experimentierte mit der Luftbildfotografie. Während des Ersten Balkankriegs filmte er Kampfhandlungen an der türkisch-bulgarischen Front. 1913 war er für Gaumont in Trinidad, um einen Film über die dortige Kakao-Industrie für den britischen Schokoladenhersteller Cadbury zu drehen. Von 1913 bis 1916 nahm Wilkins als Fotograf an der Kanadischen Arktisexpedition von Vilhjálmur Stefánsson in die kanadische Arktis teil. Als die Karluk, das Schiff der Nordgruppe, vom Eis eingeschlossen wurde und nach Westen driftete, gehörte er zu den fünf Männern, die das Schiff mit Stefánsson verließen, um auf dem Festland Karibus zu jagen und nach spätestens zehn Tagen zur Karluk zurückzukehren. Als nach zwei Tagen ein Orkan das Eis zwischen dem Schiff und dem Festland aufriss, war eine Rückkehr aber unmöglich. Wilkins entging damit dem Schicksal der auf dem Schiff verbliebenen 25 Personen, von denen elf nach dem Untergang der Karluk ums Leben kamen, bevor die letzten Überlebenden am 7. September 1914 auf der Wrangel-Insel gerettet werden konnten. Er spielte im weiteren Verlauf der Expedition eine wichtige Rolle, indem er mit den Schiffen Mary Sachs und North Star die Verbindung zwischen der vom kanadischen Zoologen Rudolph Anderson (1876–1961) geleiteten Südgruppe am Coronation Gulf und Stefánssons Nordgruppe hielt, deren Basislager Wilkins am Kap Kellett auf Banks Island errichtet hatte. Daran erinnern heute die Namen Wilkins Bay (73° 37′ N, 124° 10′ W) für eine Bucht von Banks Island und Wilkins Strait (78° 10′ N, 111° 0′ W) für die Meeresstraße zwischen Borden Island im Norden sowie Brock Island und Mackenzie King Island im Süden.

### Erster Weltkrieg
Von der Expedition zurückgekehrt, meldete Wilkins sich 1917 zum Kriegsdienst und wurde als Second Lieutenant in das Australian Flying Corps aufgenommen. Seine Aufgabe war es, Captain Frank Hurley, dem Fotografen von Douglas Mawsons Australasiatischer Antarktisexpedition und Ernest Shackletons Endurance-Expedition, beim Filmen von Kampfhandlungen des Ersten Weltkriegs für den Einsatz in Wochenschauen zu unterstützen. Trotz seiner Weigerung, Waffen zu tragen, wurde er zweimal mit dem Military Cross ausgezeichnet, zunächst für seine Versuche, Verwundete der Dritten Flandernschlacht zu retten, und später für die Führung von amerikanischen Soldaten, die in der Schlacht am Saint-Quentin-Kanal ihren Vorgesetzten verloren hatten. Bei seinen gewagten Einsätzen wurde Wilkins neunmal verwundet. Der Oberkommandierende der australischen Truppen, General John Monash, nannte ihn den tapfersten Mann seiner Armee.

### Wettflug von England nach Australien
Am 19. März 1919 setzte die australische Regierung des Premierministers Billy Hughes für den ersten Flug einer australischen Crew von England nach Australien ein Preisgeld in Höhe von 10.000 australischen Pfund aus. Die Bedingungen sahen vor, dass das Flugzeug auf einer Route über Alexandria und Singapur innerhalb von 720 Stunden nach dem Start und spätestens bis zum 31. Dezember 1920 in Australien sein musste. Von den sechs Crews, die sich um den Preis bewarben, erreichten nur zwei ihr Ziel, zwei verunglückten tödlich. Wilkins nahm als Navigator des Piloten Lieutenant Valdemar Rendle in einer Blackburn Kangaroo am Rennen teil, einem britischen zweimotorigen Doppeldecker, der im Krieg als Bomber gedient hatte. Zur Crew gehörten weiterhin Lieutenant David Reg Williams and Lieutenant Garnsey Potts. Die Männer bereiteten sich sorgfältig auf das gewagte Unternehmen vor. Insbesondere übten sie den Instrumentenflug, um auch bei schlechten Sichtverhältnissen sicher navigieren zu können. Dazu hatte Wilkins das Flugzeug mit zusätzlichen Instrumenten ausgerüstet.
Am 21. November 1919 hob die Maschine bei klarem Himmel in Hounslow Heath ab, kam aber schon über dem Ärmelkanal in schweren Regen und starken, immer wieder die Richtung wechselnden Wind. Auf einem Militärflugplatz bei Paris musste die Maschine landen. Am nächsten Tag verhinderte Schneefall den Weiterflug. Das Wetter machte auch an den nächsten Tagen Probleme und bei einer Notlandung bei Fréjus an der französischen Mittelmeerküste stellten sich zudem Probleme mit den Motoren ein. Der Flug endete, als die Maschine am 8. Dezember auf Kreta notlanden musste. Ölverlust hatte einen Motor zerstört. Die vierköpfige Crew blieb unverletzt. Der Preis ging an die Brüder Ross und Keith Smith, die mit ihrer Vickers Vimy als Einzige die Bedingungen erfüllten.

### British Imperial Antarctic Expedition

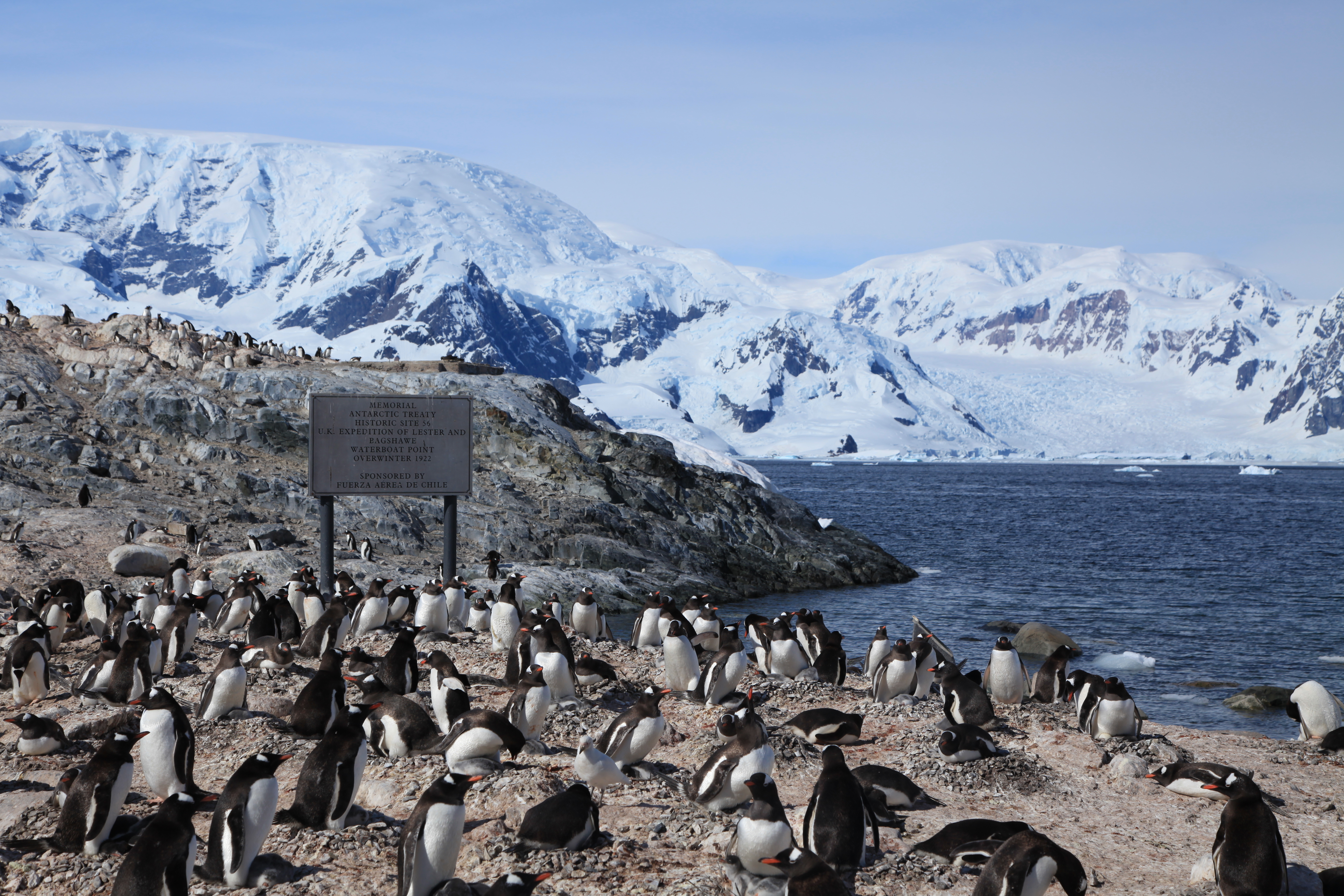
Waterboat Point im Jahre 2011

John Lachlan Cope – zuvor Mitglied der Ross Sea Party, der Unterstützungsgruppe für Ernest Shackletons Endurance-Expedition – plante für das Jahr 1920 den Beginn einer großangelegten Antarktis-Expedition mit über fünfzig Teilnehmern und einer Dauer von fünf Jahren. Mit der Terra Nova, Robert Falcon Scotts Schiff auf seiner letzten Expedition, wollte er den gesamten antarktischen Kontinent umfahren und eine Reihe geografischer Fragen klären. Darüber hinaus plante er den Einsatz von bis zu zwölf Flugzeugen der Royal Air Force, um die Antarktis zu erkunden und auch den geografischen Südpol zu erreichen. Cope besetzte den Posten des wissenschaftlichen Expeditionsleiters 1919 mit Hubert Wilkins. Die stark unterfinanzierte Expedition startete schließlich 1920 mit lediglich vier Personen und – für Wilkins enttäuschend – ohne Flugzeug. Neben Cope und Wilkins nahmen Thomas Wyatt Bagshawe (1901–1976) als Geologe und Maxime Charles Lester (1891–1957) als Landvermesser an ihr teil. Der Expeditionsplan war noch einmal geändert worden. Mit Hundeschlitten wollte Cope von Otto Nordenskjölds alter Hütte auf Snow Hill Island aus an der Ostküste der Antarktischen Halbinsel entlang nach Süden fahren und die noch unbekannte West- und Südküste des Weddell-Meeres erforschen. Ohne eigenes Schiff und mit nur acht Hunden, die Wilkins auf den Falklandinseln erworben hatte, ließen sich die Männer am 24. Dezember 1920 auf Deception Island absetzen, in der Hoffnung einen Walfänger zu finden, der sie nach Snow Hill Island übersetzen würde. Als auch noch das Filmmaterial wegen unbezahlter Rechnungen zurückgehalten wurde, reifte in Wilkins der Entschluss, die Expedition so bald wie möglich zu verlassen. Die schwierigen Eisverhältnisse verhinderten es, die Ostseite der Antarktischen Halbinsel anzusteuern, so dass Wilkins Cope vorschlug, sich in der Hope Bay an der Spitze der Antarktischen Halbinsel absetzen zu lassen, wo 1903 drei Männer der Schwedischen Antarktisexpedition überwintert hatten. Von dort könnte die Expedition mit einem Rettungsboot Snow Hill Island erreichen. Als sich kein Walfänger im Stande sah, die Hope Bay anzulaufen, landete die Expedition am 12. Januar 1921 am Waterboat Point auf einer nur 213 m langen Insel an der Westküste Grahamlands am Eingang zum Paradise Harbour. Es gelang der Gruppe nicht, die Halbinsel zu überqueren, um auf deren Ostseite zu gelangen und den Expeditionsplan trotzdem noch auszuführen. Cope gab enttäuscht auf und reiste am 3. März mit Wilkins ab, während Bagshawe und Lester vor Ort blieben, um zu überwintern und trotz schlechter Ausstattung mit wissenschaftlichen Instrumenten meteorologische, geologische, glaziologische und zoologische Arbeiten auszuführen.

### Quest-Expedition

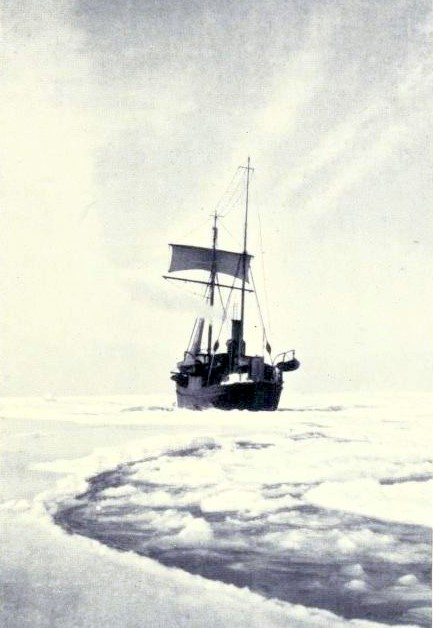
Die Quest im Weddellmeer

Zurück in New York erhielt Wilkins vom Leiter der amerikanischen Niederlassung der Junkers Flugzeugwerke AG die Zusage, ihm zwei Wasserflugzeuge für eine Expedition im antarktischen Sommer 1921–1922 zur Verfügung zu stellen. Er ließ sich aber vom britischen Polarforscher Ernest Shackleton überreden, seine Pläne zu verschieben und zunächst an dessen Quest-Expedition teilzunehmen. Wilkins’ Hoffnung, sich als Reservepilot am ersten Motorflug in der Antarktis beteiligen zu können, wurden aber erneut enttäuscht. Zwar war die Expedition mit einem Wasserflugzeug der Avro Company ausgestattet, dieses stand aber zunächst in Kapstadt im Depot. Als die Quest am 22. November 1921 Rio de Janeiro anlief, wo ihr Antrieb generalüberholt werden musste, ließ sich Wilkins von einem Walfänger nach Grytviken auf Südgeorgien mitnehmen, um seine Arbeit als Biologe der Expedition zu beginnen und sechs Wochen lang Hunderte Proben von Tieren und Pflanzen dieser noch wenig erforschten Insel zu sammeln. Nach Shackletons plötzlichem Tod am 5. Januar 1922 wurde die Expedition unter Frank Wild nur mit einem verkürzten Programm fortgesetzt, so dass das Flugzeug nicht mehr zum Einsatz kam. Während eines Zwischenstopps in Tristan da Cunha entdeckte Wilkins die nach ihm benannte Wilkins-Ammer (Nesospiza wilkinsi).

### Für die Quäker in Russland
Die ersten Monate nach der Quest-Expedition verbrachte Wilkins in London mit dem Ordnen seiner gesammelten Proben. Gleichzeitig entwickelte er Pläne für ein Netz von etwa 50 meteorologischen Stationen in den Polargebieten zur Verbesserung von Wettervorhersagen, die er der Royal Meteorological Society zur Prüfung vorlegte. Daraufhin wurde eine Arbeitsgruppe unter Leitung des britischen Meteorologen Napier Shaw (1854–1945) gegründet, um Wilkins’ Vorschläge zu begutachten. Seine Vision wurde schließlich erst 28 Jahre später mit der Gründung der World Meteorological Organization Wirklichkeit. Während Wilkins noch auf eine Antwort wartete, nahm er 1922 einen Auftrag der Quäker an, als Reporter von der humanitären Hilfe des Society of Friends’ Emergency and War Victims’ Relief Committee in Russland zu berichten und Filmaufnahmen zu machen. Das Land wurde seit 1921 von einer schweren Hungersnot heimgesucht. Er besuchte Moskau und Busuluk und wurde vom sowjetischen Revolutionsführer Lenin empfangen.

### Wilkins Australia and Islands Expedition 1923–1925
Noch während seines Aufenthalts in Russland erhielt Wilkins ein Angebot des Natural History Museum in London, eine naturkundliche und ethnologische Expedition in den Norden Australiens zu leiten. Seltene australische Säugetiere drohten auszusterben, bevor ein Wissenschaftler sie beschrieben hatte. Wilkins' Aufgabe war es, Exemplare seltener Tiere und Pflanzen zu sammeln und das Leben der Aborigines fotografisch und filmisch zu dokumentieren. Die Expedition aus Wilkins, dem Mammalogen Vladimir Kotoff, dem Botaniker J. Edgar Young und dem Ornithologen O. G. Cornwell zog zweieinhalb Jahre durch den Norden Queenslands und das Northern Territory und besuchte auch die Inseln Groote Eylandt und Thursday Island. Wilkins’ Arbeit wurde vom Museum hoch gelobt. Man bot ihm an, eine weitere Expedition wahlweise nach Patagonien, Madagaskar oder Westaustralien zu leiten oder die paläontologischen Grabungen an der berühmten Dinosaurier-Fundstätte Tendaguru nach dem plötzlichen Tod von William Edmund Cutler (1875–1925) fortzusetzen. Wilkins wollte dies nur für sieben bis acht Monate zusagen, weshalb das Museum sich für Frederick Migeod (1872–1952) entschied. In Australien wurde Wilkins’ 1928 erschienener Reisebericht Undiscovered Australia wegen seiner positiven Einstellung gegenüber den Aborigines und wegen seiner schonungslosen Kritik an der Umweltzerstörung und mutwilligen Ausrottung einheimischer Tierarten durch die weißen Siedler weniger freundlich aufgenommen.

### Detroit Arctic Expedition 1926

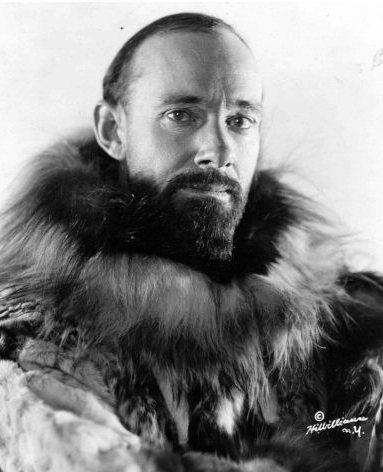
Hubert Wilkins 1926

Wilkins zog es wieder in die Polargebiete. Seit der Quest-Expedition hatte es keine Forschungsreisen in die Antarktis mehr gegeben. Das Goldene Zeitalter der Antarktis-Forschung war zu Ende gegangen und was kommen würde, war eine technische Epoche antarktischer Forschungsreisen. Die wichtigste technische Neuerung, die auf ihren Einzug in die Antarktisforschung wartete, war das Flugzeug, und kein Polarforscher hatte mehr Flugerfahrung als Wilkins, der andererseits der Flieger mit den besten Kenntnissen auf dem Gebiet der Polarforschung war. Für seine Pläne einer Australasian Polar Pacific Expedition mit einem Flug vom Rossmeer über King-Edward-VII-Land nach Grahamland fand er in Großbritannien und Australien keinen Sponsor, sodass er sie aufgeben musste.
Durch Vermittlung Stefánssons und des Direktors der American Geographical Society, Isaiah Bowman (1878–1950), kam Wilkins in Kontakt mit der Detroit Aviation Society, in der finanzstarke Vertreter der Detroiter Autoindustrie den Ton angaben. Es gelang Wilkins, die Unterstützung der Gesellschaft für eine Arktisexpedition zu erhalten. Zusätzliche Mittel wurden über einen Spendenaufruf an die Detroiter Bevölkerung eingenommen. Insgesamt spendeten über 80.000 Personen, darunter viele Schulkinder.
Wilkins formulierte die Ziele der Expedition folgendermaßen: „Es ist der Zweck der Detroit Arctic Expedition, denjenigen Bereich des polaren Packeises zu erkunden, der nie zuvor von Menschen gesehen wurde.“ Es war 1925 noch nicht abschließend geklärt, ob es in den arktischen Polargebieten noch unbekannte Landmassen gab. Wilkins war selbst Teilnehmer von Stefánssons Expedition gewesen, als diese 1916 im kanadisch-arktischen Archipel weitere Inseln entdeckt hatte. Gleichzeitig hatte der US-amerikanische Polarforscher Donald McMillan (1874–1970) vergeblich nach Crocker Land gesucht, das Robert Peary 1906 von der Nordwestküste der Ellesmere-Insel aus gesehen haben wollte. Ein weiterer Kandidat war Keenan-Land, das etwa 500 km nördlich von Alaska liegen sollte. Wilkins war überzeugt davon, die Frage mit Hilfe des Flugzeugs beantworten zu können.

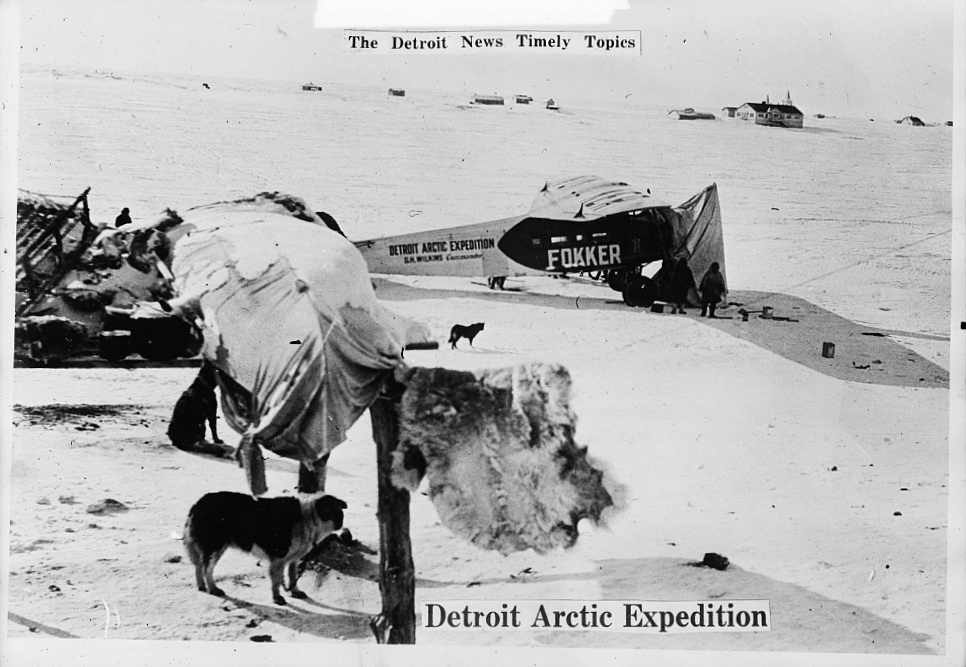
Die Detroit Arctic Expedition, 1926

In den Niederlanden kaufte Wilkins zwei Flugzeuge, eine einmotorige Fokker F.VIIa und eine dreimotorige Fokker F.VIIb-3m. Als Ausgangsbasis für seine Flüge wählte er Point Barrow, den nördlichsten Punkt der Vereinigten Staaten, und als Piloten Carl Ben Eielson, der bereits Erfahrung mit Flügen in Alaska hatte, und den Militärflieger Major Thomas George Lanphier (1890–1972). Die Expedition stand unter keinem guten Stern. In Fairbanks geriet ein Korrespondent der Detroit News beim ersten Start der dreimotorigen Fokker, die zuvor auf den Namen Detroiter getauft worden war, in einen der Propeller und wurde getötet. Eine Woche später wurden beide Maschinen innerhalb von 24 Stunden bei Bruchlandungen schwer beschädigt. Wilkins weigerte sich, dem Wunsch seiner Sponsoren zu folgen und die Piloten durch andere zu ersetzen. Sein Team begann sofort mit den Reparaturarbeiten. Nach drei Wochen war die einmotorige Alaskian notdürftig repariert und imstande, Benzin nach Point Barrow zu fliegen. Nach drei Flügen war die Materialermüdung aber schon so groß, dass das Flugzeug beim Start in Fairbanks buchstäblich auseinanderfiel. Es gelang zwar noch, die Detroiter nach Point Barrow zu fliegen, aber das Wetter ließ in diesem Jahr keine Aufklärungsflüge über dem Packeis mehr zu. Die Expedition hatte nördlich des Polarkreises und überwiegend über unerforschtem Gebiet eine Gesamtflugstrecke von 10.000 km aufzuweisen, ihre Ziele aber nicht erreicht.
Inzwischen hatte Richard E. Byrd von Spitzbergen aus einen Flug zum Nordpol unternommen, diesen nach heutiger Kenntnis aber nicht erreicht. Amundsen hatte gemeinsam mit Lincoln Ellsworth und Umberto Nobile den Pol mit dem Luftschiff Norge überflogen und schwebte am 13. Mai 1926 über Point Barrow hinweg.

### Detroit News Wilkins Arctic Expedition 1927/1928

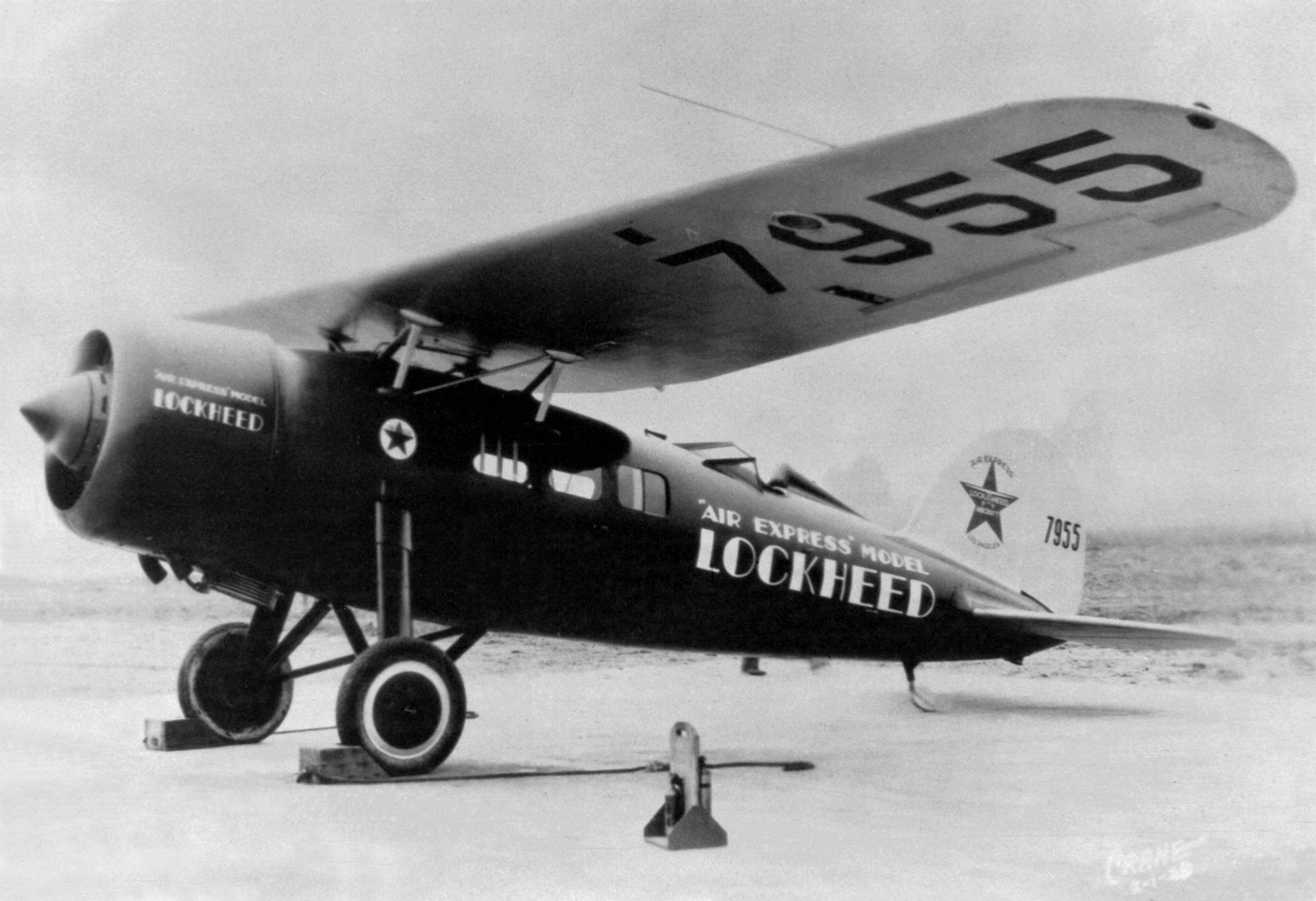
Eine Lockheed Vega 1929, Wilkins flog das Modell mit Kufen

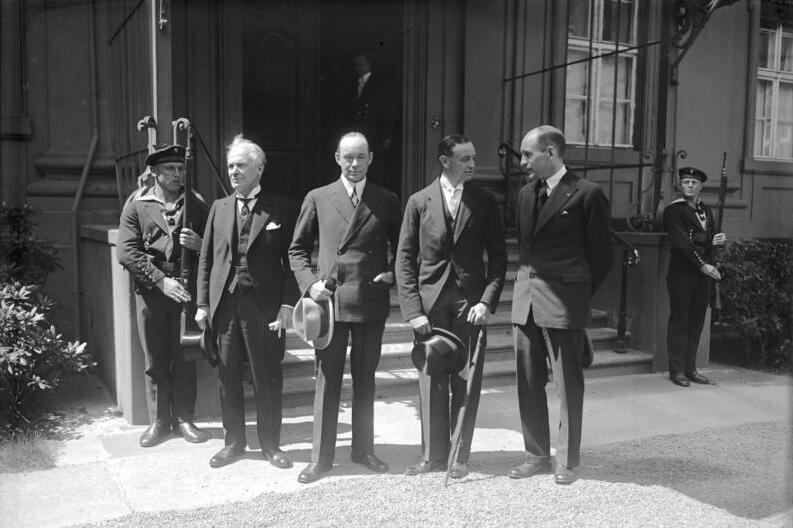
Wilkins (2. v. l.) und Eielson (r.) in Berlin nach dem Empfang durch Reichspräsident Paul von Hindenburg

Obwohl sich ein Teil der Sponsoren von ihm abwandte, war Wilkins nicht bereit, seine Pläne aufzugeben. Mit finanzieller Unterstützung der Detroit News beschaffte er zwei Stinson-Doppeldecker. Am 29. März 1927 starteten Wilkins und Eielson zu einem Aufklärungsflug. Sie wollten den Sektor des Eismeeres, der im Osten von der Flugstrecke der Norge und im Westen durch die Drift der Jeanette im Jahre 1878 begrenzt war, nach Land absuchen. Noch bevor sie ihr Ziel bei 80° N, 180° O/W erreicht hatten, mussten sie wegen Motorproblemen bei 77° 45′ N, 175° 0′ W auf dem Packeis landen. Wilkins nutzte den Aufenthalt, um eine Tiefenlotung vorzunehmen, und stellte überrascht fest, dass das Meer unter dem Eis fast 5000 m tief war. Das machte die Existenz nahe gelegener Inseln unwahrscheinlich. Nach zweistündigen Reparaturarbeiten konnte die Stinson wieder starten, musste aber zehn Minuten später erneut landen. Nach einer Stunde ging es weiter. Als das Flugzeug endgültig aufgab, befanden Eielson und Wilkins sich etwa 120 km vom Festland entfernt. Was ihnen blieb, war ein Fußmarsch zurück zur Küste. Während sie das Ende eines fünftägigen Schneesturms abwarteten, drifteten sie mit dem Packeis weiter ab, sodass sie bei ihrem Aufbruch mehr als 150 km von Point Barrow entfernt waren. Auf dem 13-tägigen Marsch, der am Handelsposten am Beechey Point endete, kamen Wilkins seine von Stefánsson erlernten Überlebenstechniken zugute. Weil Eielson Erfrierungen an den Fingern davongetragen hatte, konnte er in diesem Jahr nicht mehr fliegen. Nach einem gescheiterten Versuch, nach Grönland zu fliegen, verließ Wilkins Anfang Juni Point Barrow.
1928 hatte Wilkins seine Sponsoren verloren. Immerhin war die Detroit News so fair gewesen, alle Rechnungen zu bezahlen und ihm das verbliebene Flugzeug zu lassen, weshalb der Name der Expedition unverändert blieb. Wilkins schaute sich nach einem verlässlicheren Flugzeug um und stieß auf die Lockheed Vega, für die er seine anderen Maschinen verkaufte. Nachdem er im vorangegangenen Jahr bewiesen hatte, dass es Keenan-Land nicht gibt, wollte er seine Suche nach Land diesmal weiter östlich fortsetzen, wo Peary Crocker Land und Frederick Cook Bradley Land gesehen haben wollten. Am 15. April hob er mit Eielson in Point Barrow ab und flog zunächst nach Nordost zur Position 84° N, 75° W, zwischen der Ellesmere-Insel und dem Nordpol, von dort zunächst in Richtung Süden. Die Sicht war gut und keine Inseln zu entdecken. An den Wolken im Osten konnte er erkennen, dass das Wetter in Spitzbergen schlecht sein würde. Von den zwei Möglichkeiten, den Flug fortzusetzen oder auf der Ellesmere-Insel zu landen, um auf bessere Bedingungen zu warten, wählte er im Einklang mit Eielson die erste. Nach insgesamt 20 Stunden Flug kam die Lockheed Vega im Sturm nach Spitzbergen und musste auf der Halbinsel Daudmannsodden am Eisfjord landen. Erst nach fünf Tagen konnte sie auf die andere Seite des Fjords zur Bergbausiedlung Green Harbour übersetzen. Nur ein Jahr nach Charles Lindberghs Flug über den Atlantik hatten Wilkins und Eielson den ersten transarktischen Flug von Amerika nach Europa absolviert und festgestellt, dass es zwischen Nordamerika und dem Nordpol kein unbekanntes Land mehr zu entdecken gab.
Für seine Leistung wurde Wilkins weltweit hoch geehrt. Amundsen erklärte: „Nirgendwo und zu keiner Zeit ist ein Flug unternommen worden, der mit diesem vergleichbar ist.“ Ein besonderer Empfang wurde Wilkins und Eielson in Berlin bereitet. Walther Bruns (1889–1955) und Arthur Berson, zwei Mitglieder des Vorstands der Internationalen Studiengesellschaft zur Erforschung der Arktis mit Luftfahrzeugen (Aeroarctic), kamen mit der D 1000, einer im Reichsbesitz befindlichen Junkers G 24, nach Kopenhagen, um die Polarflieger abzuholen. Ab Warnemünde bekam die D 1000 ein Ehrengeleit von sechs Flugzeugen, zu denen sich vor Berlin ein weiteres Geschwader aus sieben Maschinen gesellte. Die zwei Formationen überflogen mehrmals den Flughafen Tempelhof, wo sich eine große Menschenmenge versammelt hatte und die zwei Flieger nach der Landung bejubelte. Wilkins und Eielson wurden die ersten Ehrenmitglieder der Aeroarctic und erhielten die Carl-Ritter-Medaille der Gesellschaft für Erdkunde zu Berlin.
In London wurde Wilkins von König George V. empfangen und geadelt. Die Royal Geographical Society ehrte ihn mit der Patron’s Gold medal.
Im Juli 1928 lernte Wilkins in New York auf einer ihm zu Ehren gegebenen Feier die australische Schauspielerin Suzanne Bennett (1901–1975) kennen, die er am 31. August 1929 heiratete.

### Wilkins-Hearst Antarctic Expedition 1928–1930
Mit der neuen Berühmtheit durch den Transarktisflug fiel es Wilkins nicht schwer, nun auch Sponsoren für die lang geplante Antarktisexpedition zu finden. Der US-amerikanische Medien-Tycoon William Randolph Hearst zahlte ihm 25.000 US-Dollar für die Exklusivrechte an der Berichterstattung. Weitere 10.000 $ stellte die australische Vacuum Oil Company zur Verfügung, während Heintz & Kaufman in San Francisco die zwei Flugzeuge der Expedition mit Funktechnik ausrüstete. Die von den Falklandinseln aus operierende norwegische Walfanggesellschaft Hektor übernahm den unentgeltlichen Transport in die Antarktis.
Wilkins stellte eine fünfköpfige Expeditionsmannschaft aus den Piloten Ben Eielson und Joe Crosson (1903–1949), dem Mechaniker Orval Porter (1896–1976) und dem Funker Viggo Holt (1906–1973) zusammen. Am 22. September verließen die Männer Hoboken an Bord der Southern Cross. Sie wurden am 24. Oktober in Montevideo vom Fabrikschiff Hektoria abgeholt. Wilkins hatte zwei Lockheed Vega gekauft, die Los Angeles und die San Francisco, die er nach Deception Island transportieren ließ, von wo aus er die Antarktische Halbinsel erforschen wollte, soweit die Treibstoffvorräte und das Wetter dies zuließen. Seine Vision war weiterhin ein Flug über den Kontinent zum Rossmeer. Die Eisverhältnisse waren für dieses Unternehmen ungünstig, die Eisdecke war für die Jahreszeit ungewöhnlich dünn, so dass das Flugzeug von einer kurzen Startpiste am Strand abheben musste und nicht voll beladen und betankt werden konnte. Das schränkte seine Reichweite ein. Am 16. November starteten Eielson als Pilot und Wilkins als Navigator der Los Angeles zum weltweit ersten Motorflug in der Antarktis, hauptsächlich, um besseres Gelände für eine Start- und Landepiste zu suchen. Der wichtigste Flug fand am 20. Dezember statt. Wilkins und Eielson flogen mit der San Francisco entlang der Gerlache-Straße, überquerten die hohen Berge der Antarktischen Halbinsel und fotografierten und kartierten 1600 km unbekannten Landes. Bei 71° 20′ S und 64° 15′ W drehten sie mit halbleerem Tank um. Dem Land vor ihnen gab Wilkins den Namen Hearst-Land, heute Hearst-Insel genannt. Nach elf Stunden landete die Maschine wieder auf Deception Island. Im Januar wurden die Flugzeuge zerlegt und in einem Schuppen auf Deception Island eingelagert.
Im September 1929 kehrte Wilkins mit zwei neuen Piloten, Parker Dresser Cramer (1896–1931) und Silas Alward Cheesman (1900–1958), zu seinen Flugzeugen zurück. Er kam in diesem Jahr noch etwas weiter in den Süden, auf 73°. Wichtige Entdeckungen blieben aus. Immerhin stellte er den Inselcharakter der Charcot-Insel fest.
Hearst war zufrieden und schenkte Wilkins und seiner jungen Frau einen Flug an Bord des Luftschiffs LZ 127 Graf Zeppelin von Lakehurst nach Friedrichshafen, der letzten Etappe der sogenannten Dreiecksfahrt Friedrichshafen – Sevilla – Recife – Rio de Janeiro – Recife – Lakehurst – Sevilla – Friedrichshafen. Wilkins traf hier auf Hugo Eckener, den Direktor der Deutschen Luftschiffahrts-Aktiengesellschaft und Präsidenten der Aeroarctic, mit dem er dessen Pläne einer Arktisfahrt des Zeppelins diskutierte. In Friedrichshafen wurden Hubert und Suzanne Wilkins von Lincoln Ellsworth erwartet, den sie auf sein Schloss Lenzburg im Schweizer Kanton Aargau begleiteten, wo eine erfolgreiche Zusammenarbeit ihren Anfang nahm.

### Wilkins-Ellsworth Trans-Arctic Submarine Expedition 1931
Während des sechswöchigen Aufenthalts auf Schloss Lenzburg nahm die Idee Gestalt an, den Nordpol mit einem Unterseeboot zu erreichen. Im Gegensatz zum Flugzeug versprach das U-Boot, unabhängig von den aktuellen Wetterbedingungen zu sein und an jedem Punkt seiner Reise nach Belieben stoppen zu können. Ellsworth war bereit, mit 70.000 $ den Großteil der Finanzierung zu übernehmen. Hearst Enterprises zahlte später 61.000 $ für die Exklusivrechte an der Berichterstattung. Weitere 35.000 $ steuerte die Woods Hole Oceanographic Institution bei, während Wilkins’ persönliche finanzielle Beteiligung bei 22.000 $ lag. Das vorab veröffentlichte Buch Under the North Pole brachte weitere 3.200 $ ein.
Es gelang, über die Firma Lake & Danenhower, Inc. ein von Simon Lake (1866–1945) konstruiertes und 1918 in den USA gebautes militärisches U-Boot für einen symbolischen Preis von einem Dollar pro Jahr zu chartern. Die Nautilus, wie Wilkins das Boot publikumswirksam in Anlehnung an Jules Vernes Roman 20.000 Meilen unter dem Meer nannte, war 53 m lang und konnte unter Wasser bei einer maximalen Tauchtiefe von 60 m eine Strecke von 200 km zurücklegen, bevor es auftauchen musste, um seine Elektrobatterien mit den Dieselmotoren wieder aufzuladen. Die Luftkapazität reichte für 20 Männer fünf Tage lang. Das Boot wurde von Lake für die Fahrt im Eismeer umgebaut. Es wurde unter anderem mit einem speziellen Eisbohrturm ausgestattet, der es der Crew erlauben sollte, auch unter einer Packeisdecke aufzutauchen. Kapitän der Nautilus war Lakes Teilhaber Sloan Danenhower (1885–1967), ein Sohn von John Wilson Danenhower (1849–1887), der George W. DeLong auf der Jeanette-Expedition begleitet hatte.
Das Programm war vor allem wissenschaftlich motiviert. Es war geplant, das U-Boot nach jeweils 80 km auftauchen zu lassen, um magnetische, meteorologische und ozeanografische Beobachtungen vorzunehmen. Während der Tauchfahrten waren regelmäßige Tiefenlotungen, chemische Analysen des Meerwassers und Untersuchungen des Planktons vorgesehen. Wilkins hatte den norwegischen Ozeanografen Harald Ulrik Sverdrup als leitenden Wissenschaftler gewinnen können. Ihm standen der US-amerikanische Ozeanograf Floyd Soule (1901–1968) und der deutsche Arzt Bernhard Villinger zur Seite. Um mehr öffentliche Aufmerksamkeit zu erlangen, hatte Wilkins mit Hugo Eckener vereinbart, dass die Nautilus sich am Nordpol mit dem Luftschiff LZ 127 Graf Zeppelin treffen sollte.

Die Nautilus 1931 wenige Tage vor ihrer Versenkung im Hafen von Bergen

Die Expedition war von zahlreichen Unfällen und Havarien begleitet. Einen Tag vor der Schiffstaufe, bei der auch ein Enkel Jules Vernes anwesend war, ging Willard Irving Grimmer (1904–1931) bei der Einfahrt in den New Yorker Hafen über Bord und ertrank. Nach einer Reihe von Testfahrten verließ die Nautilus die USA am 4. Juni 1931. Eine Woche später fiel der Steuerbordmotor aus und wenige Tage darauf auch der an Backbord. Die Nautilus funkte am 14. Juni SOS und wurde vom Schlachtschiff USS Wyoming nach Cobh in Irland geschleppt. Nach einmonatigen Reparaturarbeiten in England, die die Expedition aus ihrem Zeitplan geraten ließen – Eckener hatte nicht warten können und den Arktisflug des Graf Zeppelin ohne Ansteuerung des Nordpols bereits Ende Juli erfolgreich beendet –, kamen am 5. August in Bergen die Wissenschaftler an Bord. Am 19. August erreichte die Nautilus die Eiskante nördlich von Spitzbergen. Als am 22. August der erste Tauchversuch unternommen werden sollte, stellte sich heraus, dass die Tiefenruder fehlten. Das wissenschaftliche Programm wurde dennoch in Angriff genommen. Nachdem Danenhower eine Möglichkeit gefunden hatte, doch kürzere Strecken zu tauchen, wurden auch einige Tauchfahrten unter dem Packeis absolviert. Am 7. September brach Wilkins die Expedition ab. Das U-Boot erreichte Bergen am 20. September 1931 so stark beschädigt, dass es aufgegeben werden musste und am 30. November versenkt wurde.
Die Expedition hatte ihre Ziele nicht erreicht. Es konnte aber gezeigt werden, dass ein umfangreiches wissenschaftliches Programm auch unter den einschränkenden Bedingungen an Bord eines U-Boots durchgeführt werden kann und dass U-Boote in der Lage sind, unter der arktischen Eiskappe zu operieren.

### Die Ellsworth-Expeditionen

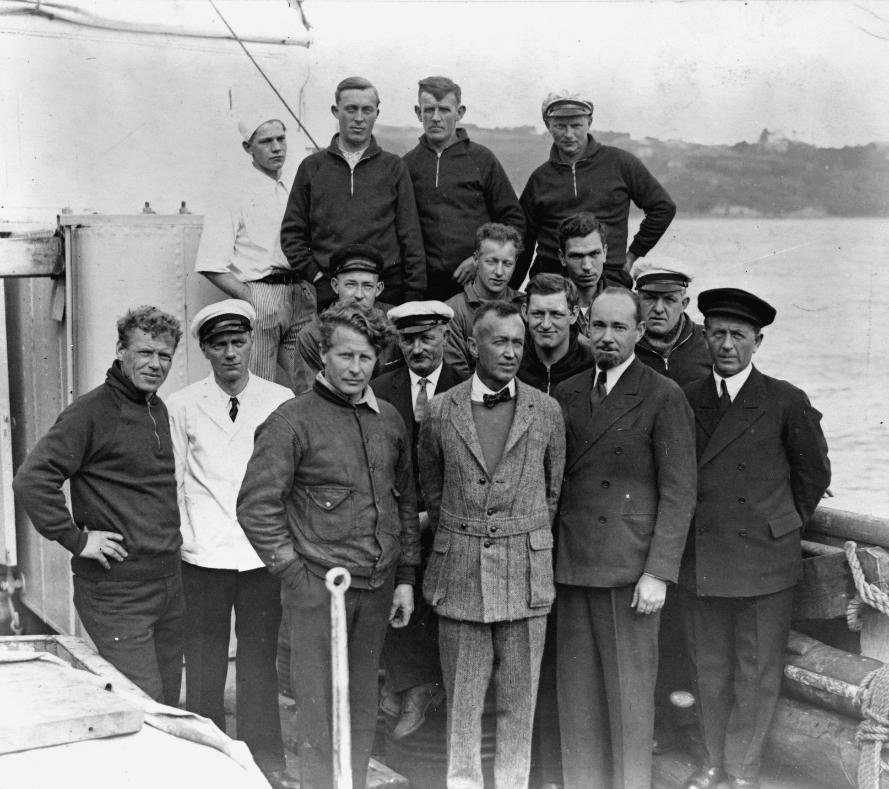
Teilnehmer der Ellsworth-Expedition von 1933/34. In der vorderen Reihe von links nach rechts: Balchen, Ellsworth, Wilkins

Wilkins hoffte, eine zweite Expedition mit einem besseren Unterseeboot durchführen zu können, aber seine Reputation hatte gelitten, und es gelang ihm nicht, die erforderlichen Mittel aufzutreiben.
Lincoln Ellsworth plante inzwischen eine Antarktisexpedition mit dem Ziel des ersten transantarktischen Fluges, also dem, womit Wilkins 1928 bis 1930 gescheitert war. Es war immer noch ungeklärt, ob es eine die Westantarktis von der Ostantarktis trennende Verbindung zwischen Weddell- und Rossmeer gibt. Ebenso war offen, ob die Bergkette von Victorialand über das Königin-Maud-Gebirge sich bis zur Antarktischen Halbinsel fortsetzt. Ellsworth, der seinen früheren Partner Amundsen verloren hatte, sah in Wilkins den idealen Mann, ihn bei seinen Plänen zu unterstützen. Wilkins wurde der Organisator und Stellvertreter Ellsworths auf insgesamt vier Expeditionen zwischen 1933 und 1939.
Wilkins fuhr 1933 nach Norwegen und kaufte das Motorschiff Fanefjord, das Ellsworth in Wyatt Earp umbenannte, und heuerte die Mannschaft aus erfahrenen Walfängern an. Auch die beiden Piloten der Expedition, Bernt Balchen, Byrds Pilot bei dessen Flug zum Südpol, und Magnus Olsen (* 1913) waren Norweger. Das Flugzeug der Expedition, der Polar Star, war ein Prototyp der Northrop-Gamma-Klasse mit einer Reichweite von über 11.000 Kilometern. Im Winter 1933 testete Balchen das Flugzeug in den Vereinigten Staaten und befand es am 6. März als geeignet. Am 5. Dezember 1933 stach die Wyatt Earp in Dunedin, Neuseeland, in See und erreichte nach 33 Tagen die Bucht der Wale im Rossmeer. Am 11. Januar unternahmen Ellsworth und Balchen einen ersten erfolgreichen Testflug entlang des Weges, dem Amundsen 1911 auf dem Weg zum Südpol gefolgt war. In der Nacht vor dem Start zur Überquerung des Kontinents kam es jedoch zu einem gewaltigen Abbruch der Eiskante, der das Flugzeug so stark beschädigte, dass der Plan für diese Saison aufgegeben werden musste.
Ellsworth kehrte 1934 in die Antarktis zurück, hatte seine Pläne aber modifiziert. Um einen Rundkurs zu vermeiden, wollte er nun die Strecke von der Antarktischen Halbinsel zur Bucht der Wale fliegen und sich dort wieder von seinem Schiff abholen lassen. Die Wyatt Earp erreichte am 14. Oktober Deception Island, wo Wilkins bereits 1928 geflogen war. Ein Schaden am Flugzeug und schlechtes Wetter führten indes dazu, dass der Start immer wieder verschoben wurde. Nach einem kurzen Testflug von Snow Hill Island aus weigerte sich Balchen, den riskanten Flug überhaupt anzutreten.
Im Herbst 1935 kehrte die Wyatt Earp mit Ellsworth, Wilkins und dem neuen Piloten Herbert Hollick-Kenyon (1897–1975) zurück. Das Schiff lief die Dundee-Insel an, wo der Polar Star nach zwei vergeblichen Versuchen am 23. November 1935 zur ersten Überquerung des antarktischen Festlands startete. Ellsworth entdeckte zwei noch unbekannte Gebirgszüge, die er Eternity Range und Sentinel Range nannte. Die Navigation war schwierig, das Funkgerät fiel bald aus, und nach mehreren Zwischenlandungen waren sie ihrem Ziel nahe, als der Treibstoff am 5. Dezember aufgebraucht war. Am 15. Dezember erreichten Ellsworth und Hollick-Kenyon Byrds verlassenes Lager Little America an der Bucht der Wale. Da seit dem 24. November kein Funkkontakt mehr bestand, waren inzwischen Rettungsprogramme angelaufen. Die Wyatt Earp übernahm in Chile ein eilig aus den Vereinigten Staaten herbeigeschafftes Flugzeug. Mit sogar zwei Flugzeugen an Bord verließ die britische Discovery II am 24. Dezember Melbourne. Am 16. Januar 1936 erreichte sie die Bucht der Wale. Aus dem Flugzeug wurde Hollick-Kenyon auf dem Eis entdeckt. Drei Tage später war Wilkins mit der Wyatt Earp vor Ort. Am 29. Januar konnte der Polar Star betankt und zum Schiff geflogen werden. Ellsworth schenkte ihn im April der Smithsonian Institution.
1938–1939 organisierte Wilkins für Ellsworth eine vierte Expedition in die Antarktis. Aufgrund geheimer Anweisungen der US-Regierung änderte Ellsworth kurzfristig das Zielgebiet der Expedition von Enderbyland zu Princess-Elizabeth-Land. Unmittelbar vor dem ersten Flug eröffnete Ellsworth Wilkins, dass er den Auftrag habe, alles Land bis zu einer Entfernung von 150 Meilen zu seiner Flugroute für die Vereinigten Staaten in Besitz zu nehmen. Das stürzte Wilkins in ein Dilemma, da dieses Territorium von seinem Vaterland Australien bereits als dessen Besitz angesehen wurde. Unter dem Vorwand, Gesteinsproben nehmen zu wollen, besuchte Wilkins einige Inseln vor der Küste und hisste die australische Flagge. Anschließend landete er auf dem Festland nahe der Vestfoldberge und wiederholte die Zeremonie. Ellsworth flog mit seinem Piloten James Harold Lymburner (1904–1990) am 79. östlichen Längengrad ins Hinterland bis 72° südlicher Breite und warf vorbereitete Kupferzylinder ab, um den US-amerikanischen Anspruch zu sichern. Das neuentdeckte Gebiet nannte er American Highland.

### Rettungsexpedition für Lewanewski
1937 lotete die Sowjetunion die Möglichkeit einer festen, über den Pol führenden Flugroute in die Vereinigten Staaten aus. Im Frühsommer hatten bereits zwei Tupolew ANT-25 mit den Piloten Waleri Tschkalow und Michail Gromow von Moskau kommend den amerikanischen Kontinent erreicht, als Sigismund Lewanewski am 12. August in Moskau startete. Unter schwierigen meteorologischen Bedingungen überflog die viermotorige DB-A, der Prototyp eines Langstreckenbombers, mit seiner sechsköpfigen Besatzung am 13. August den geografischen Nordpol. Nach dem Ausfall eines der Motoren brach die Funkverbindung zur Eisdriftstation Nordpol-1 bald ab.
Am 16. August wandte sich die sowjetische Botschaft in Washington, D.C. an Wilkins mit der Bitte, eine Rettungsexpedition zu leiten. Bereits zwei Tage später war er mit einem Catalina Flugboot auf dem Weg nach Alaska. Bis zum März 1938 flog er 65.000 km über zum größten Teil unerforschten Gebieten der Arktis. Damit war die Rettungsaktion vom Umfang her durchaus vergleichbar mit früheren Unternehmungen Wilkins’. Das Schicksal der sowjetischen Flieger wurde niemals aufgeklärt.
Während seines Aufenthalts in der Arktis führte Wilkins telepathische Experimente mit dem New Yorker Parapsychologen Harold Sherman (1898–1987) durch. Zu genau festgelegten Zeiten versuchte Wilkins „Gedankenimpulse“ an den mehrere tausend Kilometer entfernten Sherman zu übertragen, der diese – ebenso wie Wilkins – niederschrieb und an Gardner Murphy, den führenden Parapsychologen der Columbia University schickte. Die relative Übereinstimmung der Aufzeichnungen ließ beide glauben, einen Beweis für die Möglichkeit der direkten Gedankenübertragung zwischen zwei Menschen erbracht zu haben. Die Ergebnisse veröffentlichten sie 1942 in ihrem Buch Thoughts Through Space. A Remarkable Adventure in the Realm of Mind.

### Späte Jahre

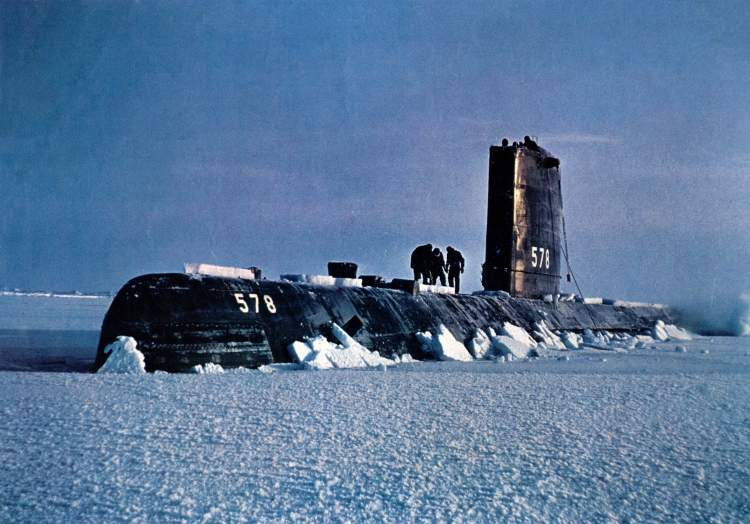
USS Skate in der Arktis, 1959

Wilkins’ Hoffnungen, eine zweite Arktisexpedition mit einem verbesserten U-Boot durchführen zu können, zerschlugen sich endgültig mit dem Ausbruch des Zweiten Weltkriegs. Wilkins, der sich inzwischen auf einer Farm in Pennsylvania niedergelassen hatte, bot den Vereinigten Staaten seine Hilfe an. In nachrichtendienstlicher Mission reiste er durch Südostasien und den Mittleren Osten. Ab 1942 beriet er die US Army in Fragen der Ausrüstung und des Proviants in Gebieten mit extremem Klima. Er arbeitete auch für den amerikanischen Wetterdienst (Weather Bureau) und das Arctic Institute of North America. Nach dem Krieg war er bis zu seinem plötzlichen Tod für das Quartermaster Research and Development Center der US Army tätig.
Am 30. November 1958 starb Hubert Wilkins in einem Hotel in Framingham, Massachusetts, an einem Herzinfarkt. Die United States Navy ehrte ihn, indem sie seine Asche an Bord der USS Skate zum Nordpol überführte. Am 17. März 1959 durchbrach das Atom-U-Boot das Eis, so wie Wilkins es mit der Nautilus geplant hatte, und verstreute die Asche während einer feierlichen Zeremonie.

## Ehrungen

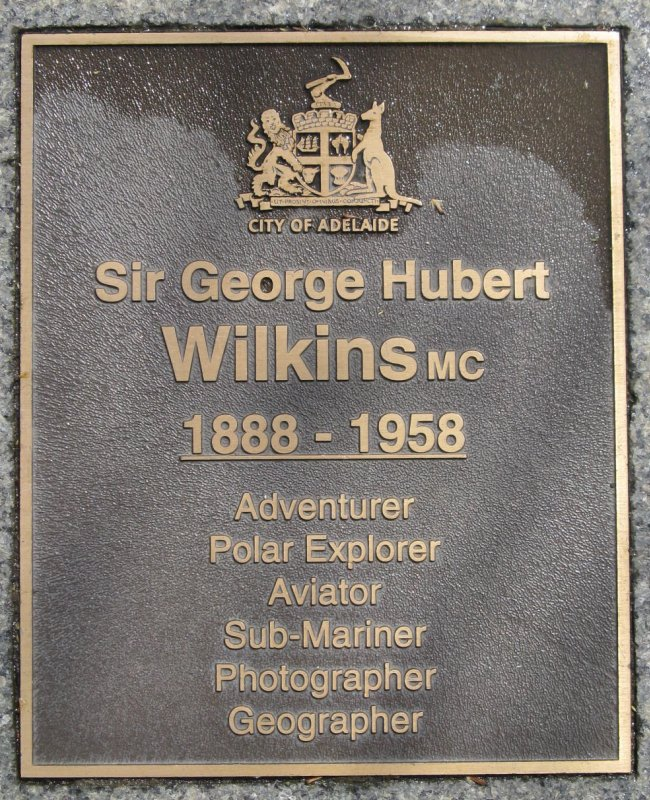
Gedenktafel für Hubert Wilkins auf dem Jubilee 150 Walkway in Adelaide

Hubert Wilkins wurde für seine Leistungen vielfach geehrt. König George V. von Großbritannien und Nordirland erhob ihn nach seinem Transarktikflug 1928 als Knight Bachelor in den persönlichen Adelsstand. Im Mai 1929 wurde er in den Antarctic Club aufgenommen.
Wilkins erhielt unter anderem folgende Orden und Medaillen, die heute mit der Mehrheit seiner Briefe und Forschungsergebnisse im „Byrd Polar Research Center“ der Ohio State University archiviert werden:
- Military Cross, 1918 und 1919
- Patron’s Gold medal der Royal Geographical Society of London, 1928
- Samuel Finley Breese Morse medal der American Geographical Society, 1928
- Carl-Ritter-Medaille der Gesellschaft für Erdkunde zu Berlin, 1928
- Elisha Kent Kane medal der Geographical Society of Philadelphia, 1931
- Mecidiye-Orden

Die University of Alaska verlieh ihm 1955 die Ehrendoktorwürde.
Auf dem Jubilee 150 Walkway in Adelaide, der an Persönlichkeiten erinnert, die sich um Südaustralien verdient gemacht haben, ist Hubert Wilkins mit einer bronzenen Gedenktafel vertreten.
Zudem wurde eine Reihe geographischer Objekte nach ihm benannt. Zu ihnen zählen:
- die Wilkins Bay (73° 37′ N, 124° 10′ W)[71] der Banks-Insel,
- die Meeresstraße Wilkins Strait (78° 10′ N, 111° 0′ W)[72] in der kanadischen Arktis,
- die Bucht Wilkinsbukta (78° 13′ N, 13° 8′ O)[73] der Insel Spitzbergen,
- das Kap Wilkins (67° 15′ S, 59° 20′ O)[74] der Insel Foldøya in der Antarktis,
- die Wilkins-Küste (69° 30′ S, 63° 0′ W)[74] der Antarktischen Halbinsel,
- das Wilkins-Schelfeis (70° 25′ S, 72° 30′ O)[74] in der Antarktis,
- die Wilkins-Eisfront (70° 25′ S, 74° 30′ O)[74] in der Antarktis,
- der Wilkins-Sund (70° 30′ S, 73° 30′ O)[74] in der Antarktis,
- die Wilkins Mountains (75° 32′ S, 66° 30′ W)[74] in der Antarktis,
- der Wilkins-Nunatak (75° 39′ S, 139° 55′ W)[74] in der Antarktis.

Seit 2007 existiert mit dem Wilkins Runway im australischen Teil der Antarktis eine Flugzeuglandebahn, die nach Wilkins benannt wurde (66° 41′ S, 111° 32′ O). Sie ist die einzige Landebahn im Eis, welche auch mit Zivil- und Linienflugzeugen angeflogen werden kann.

## Werke

### Schriften
- Flying the Arctic, 1928
- Undiscovered Australia, 1928
- Under The North Pole, 1931 (mit Vilhjálmur Stefánsson, Simon Lake, Sloan Danenhower, Harald Ulrik Sverdrup und John Wilkins)
- Thoughts Through Space, 1942 (mit Harold M. Sherman)

### Bildband
- Australian war photographs. A pictorial record from November, 1917 to the end of the war, 1919

### Filme
- New Worlds for Old, 35-mm-Stummfilm, 1923

## Film
- Mit dem U-Boot in die Arktis? Sir Huberts Reise zum Nordpol. Dokumentarfilm, Deutschland, 2011, 52 Min., Regie: Hans Fricke, Sebastian Fricke, Produktion: FrickeFilmproduktion, NDR, arte, Erstsendung: 8. Oktober 2011, Filminformationen von ARD.